# Grove City (Ohio)
Grove City ist eine Stadt im Franklin County des US-Bundesstaates Ohio. Es ist ein Vorort vom nahe gelegenen Columbus. Nach der Volkszählung 2020 hatte die Stadt 41.252 Einwohnern.  

## Geschichte
Bis Mitte des 19. Jahrhunderts war das Gebiet der heutigen Grove City eine Wildnis mit Eichen, Buchen, Ahorn, Walnüssen, Hartriegel und anderen Bäumen. Der erste europäische Siedler der Gegend, Hugh Grant, betrieb in Pittsburgh eine Getreidemühle und transportierte überschüssige Waren zum Verkauf den Ohio River hinunter und kehrte zu Fuß nach Pittsburgh zurück. Auf einer dieser Reisen kam er durch die Region des Scioto Valley und kaufte 1803 das Land, aus dem Grove City werden sollte, und kehrte mit seiner Frau Catharine zurück, um hier ein neues Leben zu beginnen.
Der offizielle Gründer von Grove City, William F. Breck, kaufte 15,25 Acres der Farm von Hugh Grant Jr., dem Sohn des ersten Siedlers in Jackson Township, und fügte dann 300 weitere Acres hinzu, die für die Landwirtschaft bestimmt waren. Brecks ursprünglicher Plan änderte sich, als er das Wachstumspotenzial erkannte, da der Harrisburg Turnpike durch das Gebiet zur Landeshauptstadt Columbus führte. Breck stellte sich ein neues Dorf vor, komplett mit einer Schule, einer Kirche, Geschäften, Schmieden und Tischlereien. Breck bildete eine Kommission mit George Weygandt, William Sibray und Jeremiah Smith und parzellierte das Dorf auf der Ostseite des Broadway im Jahr 1852.
Im Dezember 1853 hatte das neu gegründete (aber noch nicht zur Gemeinde gewordene) Dorf Grove City bereits 50 Einwohner. Die Stadtgründer benannten das Dorf nach den verbliebenen Bäumen, die nach der anfänglichen Rodung stehen geblieben waren in Grove City. Dank seiner günstigen Lage wurde Grove City im Laufe des 20. Jahrhunderts zu einer schnell wachsenden Vorstadt in der Metropolregion Columbus.

## Demografie
Nach einer Schätzung von 2019 leben in Grove City 41.820 Menschen. Die Bevölkerung teilt sich im selben Jahr auf in 92,0 % Weiße, 3,5 % Afroamerikaner, 0,1 % amerikanische Ureinwohner, 1,6 % Asiaten, 0,1 % Ozeanier und 2,0 % mit zwei oder mehr Ethnizitäten. Hispanics oder Latinos aller Ethnien machten 2,1 % der Bevölkerung aus. Das mittlere Haushaltseinkommen lag bei 74.284 US-Dollar und die Armutsquote bei 7,1 %.
| Jahr | Einwohner¹ |
| ---- | ---------- |
| 1950 | 2.339      |
| 1960 | 8.107      |
| 1970 | 13.911     |
| 1980 | 16.688     |
| 1990 | 19.661     |
| 2000 | 27.075     |
| 2010 | 35.575     |
| 2020 | 41.252     |

¹ 1980 – 2020: Volkszählungsergebnisse